# Niji-iro hotaru: Eien no natsu yasumi
Niji-iro hotaru: Eien no natsu yasumi (虹色ほたる～永遠の夏休み～?) è un film d'animazione del 2012 diretto da Kōnosuke Uda.

## Trama
Un anno dopo la morte del padre in un incidente d'auto, Yūta, studente di prima media, approfitta delle vacanze estive per visitare la vecchia diga in montagna. Durante la sua vita, lui e suo padre cercavano spesso lì gli scarabei rinoceronte. Ma un giorno il ragazzo viene sorpreso da un temporale, cade e sviene. Quando si riprende, vede una bambina e un villaggio, il villaggio che in realtà dovrebbe essere coperto dall'acqua stagnante della diga. Tuttavia, la diga non si vede da nessuna parte. Yūta si rende conto di essere 30 anni indietro e vede questa come un'opportunità per riconquistare ciò che in realtà era perduto da tempo...

## Personaggi
- Yūta Doppiato da: Akashi Takei
- Saeko Doppiata da: Ayumi Kimura

## Colonna sonora
Sigla di apertura
- Ai to tooi hi no mirai e cantata da Yumi Matsutoya.